# 小馬遺址
小馬遺址包含著兩個不同的考古遺址：
其一是小馬龍洞，位於台東縣成功鎮南方之小馬聚落附近，地點約在小馬海蝕洞遺址北方2.2KM處。洞穴位於一座石灰岩山壁下方，為一座海蝕洞，東側為廣大的海蝕平台，附近除此洞穴之外，並沒有其他洞穴。洞穴的洞口朝向東南，同時可以容納1~2人進出，最高處約3M，寬約1.5M。洞內向西北方向深入，進深至少20餘公尺。
其二為小馬海蝕洞，民國七十六至七十九年，黃士強教授在台東縣東河鄉馬武窟溪口南北岸試掘的四處遺址之一（小馬海蝕洞、東河北、東河南I、東河南II）。位於馬武窟溪北岸的石灰岩地形中，1991年黃士強教授的報告中指出「東距海約800公尺，南距溪約400公尺。」

## 小馬龍洞
小馬龍洞遺址位於一座石灰岩山之岩壁下方，是一個海蝕洞穴，東側即為廣大的海蝕平台，附近除此洞穴之外，未見其他洞穴。根據地質上的研究，小馬龍洞因為與小馬海蝕洞的地點、海拔接相近，經推測其形成的年代應該相差不遠。在考古挖掘方面，陳有貝教授於民國九十二年一月和二月進行考古探坑試掘，初步歸納了層位現象與文化期相的關係。由地表至地表下約40M處為現代擾亂層，可見各種現代擾亂物。再來是地表下70~100cm為新石器時代文化層，出土文物包括陶片、石器與少量獸骨。接著是地表下約100~190cm為舊石器時代文化層，出土各種打製石器。
各文化層方面，新石器時代文化層總共出土了126件陶片，可以分成素面硬陶、素面陶與繩紋陶三大類，素面硬陶集中出土於偏上層位，素面陶與繩紋陶集中出土於偏下層位。其中素面硬陶在陶質上與東海岸的阿美文化(或稱靜浦文化)陶器相近，被認為可能是兩個相近的文化，不過詳細的結果可能要有更多資料才能進一步做準確的判斷。在石器方面，也出土了少量石片器以及石錘殘件，但是這些石器的形制並無一定規制，所以推測不是當時固定或流行的石器種類。舊石器時代文化層方面出土了石質打製器物與廢料。其依據材質可以分為兩類，一類是砂岩或安山岩(主要)製之較大型標本，像是石錘、砍器、石片器等，一類是石英類材質所製之小型標本，像是玉髓、璧玉和瑪瑙製成的小型刮器。而不論是何種質地，種類上皆以石廢料最多，暗示本洞穴可能不是某些石器主要製造場所。另外在出土的石核砍器方面，比較特別的是其中一件石核砍器上帶有明顯的槌擊痕，此種類型的器物亦出土於小馬海蝕洞，因此兩地的文化內容被認為應該有一定的類似性。而同時兼具砍器與搥打痕特徵也說明這兩者並非有絕對的界線。最後在石英質小型石器方面，因為辨識不易，所以只能根據其邊緣有無明顯刃面製造、使用痕或型製的規整性，區分成小石器與石材(或廢料)等2類。
從年代、地質條件以及出土的器物來比較分析之後，推測小馬龍洞遺址應該相近於小馬海蝕洞遺址，即約距今5000~6000年前左右。在兩個遺址的異同方面，相同的地方包括石器的主要種類組成類似，皆包括石槌、偏鋒砍器、石片器、石英質小石器，以及各種石核和石片的廢料。相異的部分則包括各種石器數量的比例不同，小馬海蝕洞有最多的石片器，而龍洞的石片器在比例上數量較少。再來就是小馬海蝕洞石英質小石器數量多，龍洞少。以及小馬海蝕洞出土大量貝類，龍洞則無。研究小馬龍洞以小馬海蝕洞為認識台灣舊石器時代的重要課題之一。雖然被認為有一定的類似性，但在相異的部分，則有待未來更深入的探討。

## 小馬海蝕洞
小馬海蝕洞並非限於一處，而是一由十數個洞穴所組成的遺址群，由於洞穴群彼此海拔相近故應為同一時期的海蝕作用所形成。海蝕作用約在更新世之後，全新世早期稍晚發生。黃士強教授在〈從東河地區談東海岸史前文化及有關問題〉中指出「對於探討東海岸史前文化的發生與演變，筆者認為東河地區屬於關鍵性地區。」原因為小馬海蝕洞呈現了一個保存完整的文化層序。「值得注意的是地層中的含砂情形，即上部為土層，越往下含砂越多，最下為海砂層。」洞穴形成後隨海平面下降，先陶文化的人類社群首先進駐其中，並且陸續有不同時期的人類社群進駐，因此形成除海砂層外其他地層中均有文化遺留的現象。
小馬海蝕洞遺址雖然在各時期文化層均有文化遺留出土，但調查主要的發現重點有兩項：一是在第五洞發現屬於先陶時期的蹲踞式墓葬，以及在第十洞發掘出一繩紋陶時期的屈肢墓葬。二，小馬海蝕洞中呈現了(1)不同時期文化層序(2)不同遺址地理空間間是否有承襲性或相似的證據，在空間維度上此處的先陶文化與八仙洞中的潮音洞屬於同一文化系統。而在時間的因襲性上，繩紋陶文化層與卑南文化層（夾砂紅褐陶）並無明顯的界線，客觀上只能用繩紋陶與占地層中陶片比例來呈現其程度（在黃士強教授的報告中是以繩紋陶比例小於10％認定為卑南文化層），而繩紋陶占有的程度也隨時間逐漸減少，因此我們似乎能了解此二文化間有因襲性。而最上層的灰陶文化層，應該為阿美族先祖所遺留的遺留有灰陶（質地較硬），然而在層位上與卑南文化層並不銜接。
最後由於台灣東部位於歐亞大陸棚邊緣，因此小馬海蝕洞與其他台灣東部的先陶文化（舊石器）遺址，在探討先陶文化居民遷徙的過程中占有很重要的地位。小馬海蝕洞形成於全新世（由文化層中的落石現象與海砂堆積判斷），並且時至今日位於海拔46公尺處，由此我們可以推斷出海平面變動與居民遷徙之間的關係。冰河融解後，原居於台灣海峽的大陸性文化開始向台灣與大陸兩處地勢較高處遷徙。而東部先陶文化則原本就是居於大陸邊緣的海洋性文化，故彼此差異甚大。
而以台灣整體的先陶與大坌坑遺址而言（兩者層同時），舊石器與先陶文化並無繼承的因襲關係，兩者差異也甚大，且大坌坑文化應為透過渡海橫跨海峽來到台灣。因此應為海平面上升後，東部海岸線升高以至於東部並沒有適合大陸性民族生活的腹地與環境。而迄及地形逐漸抬升東部出現較多的腹地，大坌坑此一較強勢文化才取代原先的先陶文化，這也是為何東部的先陶文化延續至較為近晚。